# 圣阿纳斯塔西乌
圣阿纳斯塔西乌是巴西圣保罗州的一个市镇。总面积552.546平方公里，总人口21300人，人口密度38.5人/平方公里。